# Charlie McCarthy

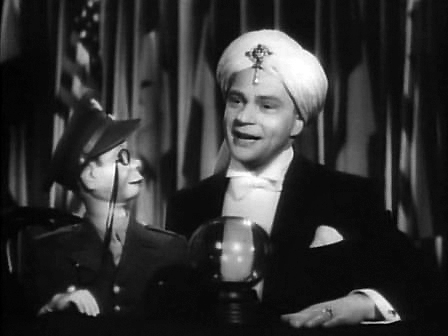
Actuació d'Edgar Bergen amb el ninot Charlie McCarthy.

Charlie McCarthy és el nom d'un famós ninot o titella de fusta que el ventríloc Edgar Bergen va utilitzar per a realitzar els seus actes. El ninot sempre anava vestit molt elegant i portava un monocle. El ninot i Edgar Bergen van ser molt qüestionats i criticats, però també molt admirats, ja que sempre llançava frases mordaces contra tota mena de personatges.
Avui el ninot està exposat en un museu de l'Institut Smithsoniano com a peça històrica. Més tard es van realitzar dues còpies més d'aquest, una d'elles està exposada en el museu virtual Museum of Broadcast Communications, i l'altra la va comprar el famós mag David Copperfield per 110.000 dòlars estatunidencs.